# L'Homme du Brésil
L'Homme du Brésil est un roman de l’écrivain français Robert Bourget-Pailleron, publié le 1ᵉʳ janvier 1933 dans la collection Blanche des éditions Gallimard. Lauréat du prix Interallié la même année, ce roman mêle étude psychologique et satire sociale, explorant les thèmes de l’obsession, de l’illusion et des faux-semblants dans les milieux financiers parisiens des années 1930.

## Résumé
Julien Clément, un employé sans histoire, vit dans l’ombre d’un drame survenu trente-cinq ans plus tôt : l’abandon soudain de sa première femme, partie avec leur fils encore enfant. Bien que remarié et père de deux autres enfants, Julien reste hanté par cette disparition. Il se persuade que son fils aîné est toujours en vie et nourrit l’espoir insensé de le retrouver.
L’arrivée à Paris d’Henri Clément, un riche banquier brésilien dont le nom et l’âge correspondent étrangement à ceux de l’enfant disparu, plonge Julien dans une quête effrénée. Aveuglé par son obsession, il manipule son entourage, s’aliène sa famille et sombre progressivement dans une folie destructrice. Le roman alterne entre l’analyse d’une psyché en déroute et une critique acerbe des milieux financiers, où règnent l’hypocrisie et la spéculation.

## Genèse et contexte
Écrit en pleine crise économique des années 1930, L'Homme du Brésil s'inspire des dérives du capitalisme spéculatif, que Bourget-Pailleron connaît bien pour avoir été chroniqueur financier. L'œuvre s'inscrit dans la lignée de ses précédents romans (Champsecret, 1931), où il explore les dynamiques sociales et les névroses individuelles avec un regard à la fois ironique et compassionnel.
Le livre est publié dans la prestigieuse collection Blanche de Gallimard et reçoit le Prix Interallié 1933, la même année où sont couronnés Claude de Geneviève Fauconnier (Femina) et Le Chiendent de Raymond Queneau (Deux Magots).

## Analyse littéraire

### Thématiques
1. L'évasion par l'imaginaire : Le roman dépeint un homme ordinaire qui fuit sa réalité médiocre en se créant un destin héroïque. Bourget-Pailleron renverse ainsi le topos du "héros exceptionnel" pour montrer la puissance destructrice des illusions chez l'homme moyen.
2. La satire sociale : Les milieux bancaires et la presse financière sont dépeints avec une ironie mordante, soulignant la corruption, les faux-semblants et l'absurdité des spéculations.
3. La famille et l'absence : Le drame de Julien repose sur l'incommunicabilité au sein de sa famille actuelle, contrastant avec son attachement fantasmé à l'enfant perdu.

### Style et procédés narratifs
Dans L’Homme du Brésil, Robert Bourget-Pailleron adopte une écriture épurée et rigoureuse, centrée sur l’intériorité de son protagoniste, Julien Clément. À travers un usage maîtrisé du monologue intérieur et des dialogues incisifs, l’auteur explore les contradictions psychologiques de son personnage. Ce dernier, en quête de son fils disparu et fasciné par une figure énigmatique – un banquier brésilien – se trouve peu à peu confronté à l’absurdité de sa trajectoire. Cette tension narrative est accentuée par une ironie structurelle : le narrateur semble adhérer aux illusions du héros, instaurant une distance critique qui souligne la dimension tragiquement dérisoire de son parcours.

### Caractéristiques stylistiques
Une satire sociale incisive : Fort de son expérience dans le journalisme économique, Bourget-Pailleron dresse des portraits mordants des élites financières parisiennes. Les dialogues, d’une précision presque chirurgicale, dévoilent l'hypocrisie et la violence symbolique qui régissent les rapports de pouvoir. Ces échanges, notamment entre Julien et divers investisseurs, révèlent une dynamique où le non-dit prime souvent sur la parole explicite.
Un réalisme psychologique teinté de désenchantement : Loin des archétypes héroïques qui dominent encore certains romans de la même époque, l’auteur choisit de centrer son récit sur un anti-héros bourgeois. C’est précisément dans cette banalité apparente que réside la force du récit : la déchéance de Julien n’en est que plus saisissante. Ce choix esthétique, qui n’est pas sans rappeler Le Nœud de vipères de François Mauriac, se distingue toutefois par une ironie plus acérée.

#### Le texte se distingue par plusieurs dispositifs narratifs récurrents
- Les ellipses : Certaines zones d’ombre – comme l’absence de description précise du banquier brésilien – entretiennent une part de mystère, laissant le lecteur combler les silences du récit.
- Les leitmotivs : La répétition insistante de termes tels que « mon fils » ou « Brésil » souligne la nature obsessionnelle de la quête de Julien, traduisant la spirale mentale dans laquelle il s’enferme peu à peu.

## Éditions
- Édition originale : Gallimard, coll. « Blanche », 1933, 221 p. (reliure cartonnée)